# Gabonmees
De gabonmees (Melaniparus funereus; synoniem: Parus funereus) is een zangvogel uit de familie Paridae (mezen).

## Verspreiding en leefgebied
Deze soort komt voor  in westelijk en centraal Afrika en telt twee ondersoorten:
- M. f. funereus: van Guinee tot Oeganda, Kenia en Congo-Kinshasa.
- M. f. gabela: westelijk Angola.

## Status
De grootte van de populatie is niet gekwantificeerd maar de soort wordt omschreven als schaars tot algemeen. Op de Rode lijst van de IUCN heeft deze soort de status niet bedreigd.